# Le Miracle secret

Le Miracle secret (titre original : El milagro secreto) est une nouvelle publiée par l'écrivain argentin Jorge Luis Borges dans le magazine Sur en février 1943 et repris dans le recueil Fictions.

## Résumé
Pendant la Seconde Guerre mondiale, un écrivain, Jaromir Hladik, se voit accorder par Dieu la grâce de terminer l’œuvre de sa vie, un drame intitulé Les Ennemis. Alors qu'il est face au peloton d’exécution, le temps s'arrête pendant une année.

## Analyse
Pour Khalid Lyamlahy, la succession du rêve et de l’éveil a pour effet de « fusionner les mondes réel et onirique », proposant une réflexion sur leurs frontières.